# Daniel Mukoko Samba
Daniel Mukoko Samba, né le 15 mai 1959, est un économiste, professeur d’économie et homme politique kino-congolais. Depuis juin 2024, il est vice-Premier ministre et ministre de l'Économie au sein du gouvernement de Judith Tuluka Suminwa.

## Biographie
Daniel Mukoko Samba est né le 15 mai 1959 à Mbanza-Ngungu et est originaire du Bas-Congo.
Il obtient son master en économie à l’université de Kinshasa et à l’université d'Oita au Japon, et son doctorat en développement urbain et régional de l’université de Tsukuba au Japon.
Il est directeur de cabinet du Premier ministre Adolphe Muzito et collaborateur du Programme des Nations unies pour le développement (PNUD),,. 
De 2012 à 2014, il occupe le poste de ministre du Budget du gouvernement Matata.
En juin 2024, Daniel Mukoko Samba est nommé vice-Premier ministre et ministre de l'Économie au sein du gouvernement de Judith Tuluka Suminwa. Il cède son mandat de député à l'Assemblée nationale à son suppléant Ephremy Nsumbu Tenda.